# 达纳波因特
达纳波因特（英語：Dana Point）是美国加利福尼亚州橙县下属的一座城市。建市于1911年3月22日，面积大约为6.5平方英里（16.8平方公里）。根据2010年美国人口普查，该市有人口33,351人。